# Sánchez Carrión (provincie)
Sánchez Carrión is een provincie in de regio La Libertad in Peru. De provincie heeft een oppervlakte van 2.486 km² en telt 154.236 inwoners (2015). De hoofdplaats van de provincie is het district Huamachuco; dit district vormt eveneens de stad  (ciudad) Huamachuco.

## Bestuurlijke indeling
De provincie Sánchez Carrión is verdeeld in acht districten, UBIGEO tussen haakjes:
- (130902) Chugay
- (130903) Cochorco
- (130904) Curgos
- (130901) Huamachuco, hoofdplaats van de provincie en vormt de stad (ciudad) Huamachuco
- (130905) Marcabal
- (130906) Sanagorán
- (130907) Sarín
- (130908) Sartimbamba

Ascope · Bolívar · Chepén · Gran Chimú · Julcán · Otuzco · Pacasmayo · Patáz · Sánchez Carrión · Santiago de Chuco · Trujillo · Virú